# Меньше чем ноль (фильм)
«Меньше чем ноль» (англ. Less Than Zero) — американский драматический фильм режиссёра Марека Каневска, основанный на одноимённом романе Брета Истона Эллиса.

## Сюжет
Выпускник колледжа Клэй (Эндрю Маккарти), вернувшийся домой на Рождество, обнаруживает, что его подружка Блэр (Джейми Герц) спит с его другом из средней школы Джулианом, ставшим наркоманом (Роберт Дауни-младший). Блэр пытается воскресить старые добрые времена, словно ничего не произошло, но Джулиан тонет в наркотиках, его преследует дилер (Джеймс Спейдер), которому он должен денег.

## В ролях
| Актёр                | Роль                                       |
| -------------------- | ------------------------------------------ |
| Эндрю Маккарти       | Клэй Истон                                 |
| Джейми Герц          | Блэр                                       |
| Роберт Дауни-младший | Джулиан Уэллс                              |
| Джеймс Спейдер       | Рип                                        |
| Майкл Боуэн          | Билл                                       |
| Николас Прэйор       | Бенджамин Уэллс                            |
| Майкл Грин           | Роберт Уэллс                               |
| Тони Билл            | Брэдфорд Истон                             |
| Донна Митчелл        | Илэйн Истон                                |
| Сара Бакстон         | Марки                                      |
| Лайзэн Фальк         | Патти                                      |
| Брэд Питт            | Завсегдатай вечеринок (в титрах не указан) |

## Саундтрек
Саундтрек к фильму содержит различные музыкальные жанры, начиная с поп-рока и заканчивая хип-хопом и хеви-металом. Он был выпущен 6 ноября 1987 года на лейбле Def Jam Recordings. Саундтрек стал весьма успешен и занял 31-ю строчку в американском чарте Billboard 200 и 22-ю строчку в чарте Top R&B/Hip-Hop Albums, а 8 февраля 1988 года получил статус золотого.
В фильме также прозвучало несколько композиций, не вошедших в официальный саундтрек.